# Associazione Sportiva Pro Gorizia
L'Associazione Sportiva Pro Gorizia è una società calcistica italiana con sede nella città di Gorizia.

## Storia
La fondazione del primo club calcistico di Gorizia, lo Jugoslavia, comprendente giovani studenti sloveni, risale al 1907, ai tempi dell'Impero austro-ungarico. Dopo la prima guerra mondiale l'Italia espanse i suoi confini ad est e inglobò nel suo territorio Gorizia; tutte le associazioni fondate in precedenza dagli slavi furono sciolte e nel 1919 si costituì la prima formazione calcistica latina della città di Gorizia.
La nascita ufficiale dell'Associazione Sportiva Pro Gorizia avvenne, però, il 9 marzo 1923, quando in una sala del Caffè Adriatico, tredici soci sottoscrissero l'atto costitutivo.. Il primo presidente della neonata società fu Atto Retti Marsani, i colori sociali il bianco e azzurro; la sede e il campo da gioco erano situate in Corso Verdi e in Villa Lantieri, diventato poi Stadio Littorio e successivamente Baiamonti.
Al momento della costituzione del sodalizio, la Pro Gorizia, nei suoi primi campionati ottenne la promozione in Seconda Divisione nel 1925 e in Prima Divisione nel 1929, nel quale militò fino alla stagione 1934-1935 quando la categoria venne rinominata Serie C.
Per tutti gli anni trenta la Pro Gorizia militò in Serie C, sfiorando la promozione in Serie B al termine del campionato 1941-1942, quando il quoziente reti le costò il salto di categoria a favore di Cremonese e MATER di Roma, e ottenendola l'anno successivo, quando i campionati furono però sospesi per cause belliche, con Aldo Paolo Tacchini presidente fino al 1972. La squadra, ammessa al campionato di Serie B 1946-1947, schierò in squadra il futuro commissario tecnico Enzo Bearzot, campione del Mondo con l'Italia nel 1982, ma la pesante situazione in cui versava il territorio giuliano compromise il campionato dei bianco-azzurri, che retrocessero, salvo poi essere ripescati per il campionato successivo così com'era successo in Serie A per la Triestina. Anche il campionato successivo si concluse con la retrocessione e fu l'ultima apparizione in Serie B.
Dalla retrocessione in Serie C, i bianco-azzurri assistettero ad un rapido declino fino a scendere al termine del campionato di Serie C 1951-1952, in Quarta Serie rimanendoci per molti anni alternandosi con la Prima Categoria Regionale.
Nel gennaio del 1972, la squadra si trasferì nel nuovo lo Stadio della Campagnuzza, oggi intitolato ad Enzo Bearzot, che divenne il nuovo terreno di gioco della squadra che militò nei campionati dilettantistici e regionali.
Al termine dell'Interregionale 1981-1982, dopo trent'anni dall'ultima apparizione in un campionato professionistico, i bianco-azzurri vinsero il proprio girone, conquistando la promozione in Serie C2 dove rimasero per un triennio. Durante quel periodo, la società poteva vantare tra le sue file allenatori come Edoardo Reja e giocatori come Luigi Delneri, che nella stagione 1983-1984 erano i protagonisti assoluti della compagine goriziana. Nel 1987, due anni dopo la retrocessione nel Campionato Interregionale, la Pro Gorizia in gravi difficoltà economiche venne rilevata da Giancarlo Pozzo, fratello del più noto Giampaolo Pozzo proprietario dell'Udinese, che durante la sua presidenza allestì una squadra con lo scopo di ritornare al più presto in Serie C2 insieme a Luigi Delneri alla sua prima esperienza da tecnico.
Negli anni a seguire, la squadra conobbe una lunga alternanza tra vari presidenti, i quali riuscirono a mantenere sempre la Pro Gorizia nel Campionato Interregionale, con solo due brevi parentesi di una stagione in Eccellenza Regionale. In quel periodo, nella stagione 1994-1995, nell'Interregionale avvenne lo storico derby con la Triestina appena fallita per la prima volta, poi vi fu un lento declino che portò fino al fallimento della società nel 2003, quando, per volontà di un gruppo di appassionati sotto la spinta di don Sergio Ambrosi, rilevarono il club, attraverso l'aiuto delle istituzioni e di alcuni imprenditori locali, riuscendo a mantenere l'affiliazione per meriti sportivi e ad iscrivere la squadra al campionato di Eccellenza.
Nel 2005 subentrò poi alla presidenza Manganelli, che mantenne la carica fino al 2008 collezionando una retrocessione l'anno precedente del campionato di Promozione restandoci fino alla stagione 2010-2011.
Dal 2011, con Paolo Bressan al timone della società (fino al 2016), la Pro Gorizia nel suo primo anno di gestione sfiorò la promozione in Eccellenza, ma gli anni successivi proseguì l'agonia del sodalizio dapprima con una salvezza all'ultima giornata, e poi con la clamorosa retrocessione in Prima Categoria nel 2011. Dopo due buoni campionati di Prima Categoria, in cui in particolare nella stagione 2012-2013 vennero sfiorati i play-off, l'annata successiva culminò con un'altra retrocessione in Seconda Categoria dopo aver perso i play-out contro la Ponziana.
Successivamente a partire dal 2014 al 2016, i biancocelesti conquistarono una doppia promozione dalla Seconda Categoria al campionato di Promozione.
Nella stagione 2017-2018 i biancazzurri ottengono la promozione in Eccellenza a distanza di 12 anni dall'ultimo campionato disputato.

## Palmarès

### Competizioni interregionali
- Serie C: 1

1942-1943 (girone A)
- Campionato Interregionale: 1

1981-1982 (girone C)

### Competizioni regionali
- Campionato italiano di terza divisione: 1

1924-1925
- Eccellenza: 2

1992-1993, 1998-1999
- Promozione: 3

1971-1972, 1978-1979, 2017-2018 (girone B)
- Prima Categoria: 1

2015-2016 (girone C)
- Seconda Categoria: 1

2014-2015 (girone D)
- Coppa Italia Dilettanti Friuli-Venezia Giulia: 1

1998-1999

### Altri piazzamenti
- Prima Divisione:

Secondo posto: 1930-1931 (girone A)
- IV Serie:

Secondo posto: 1955-1956 (girone D), 1956-1957 (girone D)
- Campionato Interregionale:

Secondo posto: 1987-1988 (girone D), 1989-1990 (girone D)
- Promozione:

Secondo posto: 1977-1978

## Statistiche

### Partecipazioni ai campionati
| Categoria | Partecipazioni | Debutto   | Ultima stagione |
| --------- | -------------- | --------- | --------------- |
| Serie B   | 4              | 1925-1926 | 1947-1948       |
| Serie C   | 21             | 1926-1927 | 1951-1952       |
| Serie C2  | 3              | 1982-1983 | 1984-1985       |
| Serie D   | 32             | 1952-1953 | 2000-2001       |